# Kadarkút története

## Kadarkút őskori története
Kadarkút és környéke az őskortól kezdve lakott hely. A település határában, a vótai vízmosásban 1964-ben mamutmaradványokat talált (egy agyarat, valamint egy alsó állkapcsot két foggal) Répay Lajos, a helység történetének kutatója. Pattintott kőszerszámok kerültek elő a vótai temető melletti szántásban, kőbaltát találtak a volt Horváth-kocsma szomszédos telkén. A tüttösi határban, a halastó lefolyásánál kőbaltát, csiszolókövet, találtak, és egy neolitikus telep került elő.
A Kadarkúthoz tartozó Somogyszentimre határában hármas tagolású, árokkal és sáncokkal körülvett földvár található, amely Nováki Gyula szerint bronzkori. Somogyszentimrén, az erdei vízmosásánál 1949-ben neolitikus, bronzkori edénydarabokat találtak.
Somogyszentimrétől keletre, a „Bolha-fekés” nevű, erősen leszakadozott falu, észak-déli irányú völgyben 1968–69-bent egy terepbejárás során finoman iszapolt ujjbenyomásos és vonalmintás cserépdarabokat talált Répay Lajos néhai kadarkúti gyógyszerész és Kocztúr Éva, a kaposvári Rippl-Rónai Múzeum régésze.
1960-ban Répay Lajos a Kadarkúthoz tartozó Hódospuszta közelében szórványleletként római érméket talált.
Kadarkút visnyei részen, a Városbécre vezető úton 1961-ben 1 literes edényben Gordianus Pius, Philippus Arabs, Valerianus, Treboniaus Gallus és Galienus császárok által veretett ezüstpénzeket találtak.

## Kadarkút a középkorban
Kadarkút első, és az utókorra fennmaradt írásos említése I. (Róbert) Károly király Temesvárott, 1322. május 8-án kiadott oklevelében található, amikor is a király visszaadja alsólendvai Miklós magiszter számára a korábban tőle, Henricus fia János által elfoglalt Lindwa (Lendva) várát és opidiumát azok tartozékaival, köztük Kethkadarkutha helységgel együtt. Az 1332–1335 években készült pápai tizedjegyzékében, a tizedszedés második évében (1333) Kadacuta, majd Kadarcuta formában, a tizedszedés harmadik évében (1334) Kadarkuta, míg negyedik évében (1335) Chadarcuthay formában írtak az adószedők a helység nevét.
A település első okleveles említése Tamás országbíró által, alsólendvai Miklós bán és Szentkirályi Jakab fia János közötti perben 1353-ban kiadott oklevelében található Kadarkuth formában.
Kadarkút neve azt ezt követően kiadott oklevelekben a következő formákban olvasható: Kadarkuth, Kadarcuth, Kadarkutha, Kethkadarkutha, Kadarkuth. Kadarkutha, Kyskadarkutha, Kadarkuth, Kadarkwth, Kardarkwth, Kadarkuth.
Első földbirtokosaként az alsólendvai Bánfi családot ismerjük. 1445-ben Héderváry Lőrinc nádor, és fia, Imre macsói bán, 1446-ban Emőkei Miklós és berekfalvi Zopa Péter tulajdona. A XV. század elején Kadarkút a Héder-nembeli Tamásiak birtokába került. 1448-ban Kadarkuth és Kenez egyes részeit a Tamásiaktól az alsólendvai Bánfiak birtokolták zálogban. 1462-ben a Bánfiak Kadarkuth és Kenez helyeken lévő birtokrészüket Csapi Andrásnak zálogosították el. 1470-ben Kadarkuth Zerechen Péter zálogbirtoka volt. Ezután több kisnemesi birtokos család osztozott területén. 1516-ban Korothnai Katalin örökli Kadarkwth és Zentkyral birtokait.
1542-ben Kadarkutat a korotnai vár tartozékaként tóti Lengyel Magdolna, és férje, Batthyány Mihály Allya Mátyásnak zálogosította el. Az 1550-ben készült összeírás szerint Kadarkút Allya Mátyás és Mérey Mihály, Szentimre Dersffy Farkas birtoka. Allya Mátyás 1554-ben török fogságba esett, ahol kivégezték. Halála előtt végrendelet készített, abban halála esetére vagyonát, és árván marat gyermekeit Zrínyi Miklós horvát bánra bízta. Erről Zrínyi Miklós 1552. december 14-én egy levélben számolt be Nádasdy Tamás nádornak. Allya Mátyás birtokait, a korotnai és csákányi várakat, valamint azok tartozékait árván maradt gyermekei gyámjaként Zrínyi Miklós 1555 januárjában vette át a hagyaték őrzőitől.

## Kadarkút a török hódoltság idején
A törökök 1543-ban, 1550-ben, majd 1552-ben még csak nagyobb portyázó hadjáratokat vezettek Somogy megye ellen, de 1555-ben Tojgun budai pasa – megszegve az I. (Habsburg) Ferdinánddal kötött békét – Székesfehérváron és Koppányon át Kaposújvár elfoglalására indult, amelyet tíz napi ostrom után szeptember 23-án el is foglalt, majd Korotna várát, valamint az elfoglalt kisebb palánkvárakat – Szentjakab, Mere, Bajom, Pácod, Berény – felégették. A szenyéri vár őrsége azonban ellenállt, ezért a török had Babócsa felé indult: „Az had el mene Babolcha ala may napon”. Dervis pécsi szandzsákbég azonban Kadarkút mellett beleütközött egy kisebb magyar portyázó seregbe, akikkel összecsapott, és délre szorított vissza: „Kadarkutnon felwyl az wthon hogh meghyenk vala thalalkozanak ryank therekek Derwysbeghthwl kyk ywenek es azok mynketh erewel hatalammal hatra werenek” – vagyis „Kadarkúton felül az úton hogy megyénk vala, találkozánk reánk törökök Dervis bégtől, kik jövének, és azok minket erővel hatalommal hátra verének.” Az ütközet után a török sereg már akadálytalanul kelt át a Rinyán, és foglalhatta el Babócsa várát is. Dervis bég 1555. december 21-én felszólította Somogy népét, hogy minden falu hódoljon meg neki. Ezzel Somogy vármegye Kaposvártól a Balatonig – Babócsa és Kiskomár kivételével – a török uralma alá került.
Az elfoglalt és meghódolt területeken a törökök azonnal megszervezték saját közigazgatásukat. Ezeket a területeket kormányzóságra (vilajet), azokat megyékre (szandzsák), és még kisebb kerületekre (náhije) osztották. Kadarkút az török adólajstromok szerint valamint a pécsi vilajethez tartozó szigetvári szandzsák kaposvári náhiéjában adózott a töröknek. 1554-ben Kadarkúton 7 ház, Szentkirályon 2 ház, Szent Imrén 1 ház fizetett adót, 1565–1566-ban Kadarkúton 3 ház, Szent Imrén 4 ház adózott, míg 1571-ben Kadarkúton 22 ház, Szentkirályon 3 ház, Körmenden 5 ház, Szent Imrén 4 ház fizetett adót a török hódítóknak.

## Kadarkút a török kiűzése után
Az 1660. évi dézsmaváltságjegyzék szerint a szigligeti vár tartozéka volt. 1692-ben Simaházy Ferenc volt Kadarkúton a birtokos.
A török kiűzése utáni első országos összeírás 1715-ben csak 22 háztartást írt Kadarkúton össze, ekkor a kincstáré és Guaray Gáboré volt.
Az 1720-as megyei összeírásban 16 adózó családdal szerepel. Földjüket három nyomással művelték az itt élők úgy, hogy az agyagos talajt két nyomásnak, a homokosat pedig a harmadik nyomásnak használták. Ez utóbbit a szomszédos pusztán bérelték. Legelőjük csak szűkösen volt elég, ezért a szomszédos pusztán a földesúrtól béreltek még legelőt, a legeltetett állatonként 5 dénárért. Az urasági makkos erdőből csak tűzi- és épületfát termelhettek ki.
Kadarkút 1726-ban kétharmad részben a Lengyel- és a Mérey családoké, egyharmad részben pedig Guaray Gáboré és Dóka Miklósé. 1733-ban a Lengyel család, 1776-ban Somssich Antal, báró Majthényi, Jankovich özvegye, báró Révay, báró Calisius, Mérey József és Antal, Guszits Imre özvegye, Spissich Sándor özvegye: Fajszi Ányos Julianna és Szalay özvegye voltak birtokosok. A XIX. században a Somssich, a Mérey, a Márffy, a Vasdényei és a Dersffi családok voltak a legfőbb birtokosai. Utolsó földesurai gróf Somssich József, Spissich Lajos, báró Majthényi József, Vasdényey Béla, felsőeőri Nagy Ákos és Márton voltak.
Az 1840-ben megkezdett és 1860-ban befejezett úrbéri birtokrendezés teremtette meg az alapját annak, hogy Kadarkút rendezett településsé válhasson, egyenes és egymásra merőleges utcákkal.

## Kadarkút helytörténetének kutatói
A helység történetének kutatásával elsőként Mózner József (1891–1967) volt kadarkúti plébános foglalkozott, aki Waldfogel (Jávor) Ignáccal, a kadarkúti katolikus iskola igazgatójával, és Thán Ede tanítóval rendszeresen kutatta és gyűjtötte a helység lakott- és külterületén a fellelhető felszíni- és szórványleleteket. Kadarkúti szolgálata idején (1924-1967) folyamatosan vezetve a plébánia "Historia Domus" nevű történeti naplóját, pótolhatatlan értékű forrásanyagot hagyott hátra Kadarkút egyházi- és közigazgatási- eseményeiről.
Kutatását testvére, Mózner László (1905–1985) folytatta kadarkúti kápláni (1948-1968), majd püspöki tanácsosi (1968-1971), végül pénzesgyőri plébánosi (1971-1975) szolgálata idején, a Veszprémi Püspöki és Káptalani Levéltár kadarkúti iratanyagának teljes áttanulmányozásával. Kutatásainak eredményei a "Kadarkúti plébánia története" és a "Kadarkút falutörténete" című, kéziratban fennmaradt tanulmányaiban olvashatók. Régészeti gyűjtéseiről a "Somogyi Újságban" jelentek meg cikkek.
Kadarkút helytörténetének legeredményesebb és legelhivatottabb kutatója Répay Lajos (1901–1975) volt kadarkúti gyógyszerész volt, aki 1952–1974 között gyógyszerész munkája mellett minden szabadidejét és erejét a helység történetének kutatásának szentelte. Gyűjtötte és rendszerezte Kadarkút régészeti, helytörténeti és néprajzi emlékeit, amelyekből 1963-ban pénztörténeti, 1964-ben néprajzi, 1965-ben pásztortörténeti és 1967-ben helytörténeti kiállítást rendezett Kadarkúton. 1959-ben felfedezte a somogyszentimrei késő bronzkori földvárat, amelyet Nováki Gyula régésszel 1960-ban feltérképezett. 1964-ben Kadarkút külterületén mamutmaradványokat talált. Orbán Géza volt kadarkúti történelemtanárral 1964-ben helytörténeti előadássorozatot tartott Kadarkút történetéről. Fábiánné Zsobrák Piroska kadarkúti földrajztanárral gyűjtötte össze Kadarkút helyneveit Végh József 1974-ben kiadott "Somogy megye földrajzi nevei" című könyvéhez. Népművészet-történeti tanulmányai "Népi fazekasság" (1965), "Népi világítás módjai és eszközei" (1965), "Kadarkút újratelepülése és népi építkezése" (1969), "Kadarkút régen. A falu, nép és betyárok" (1984) címmel készültek. Régészeti, helytörténeti és néprajzi gyűjtőmunkájának adatait, eredményeit Nováki Gyula, Kocztur Éva és Magyar Kálmán régészek, valamint Knézy Judit néprajztörténész hasznosította kutatásaikban és publikációikban. Gyógyszerészet-történeti tanulmányai a Somogyi Honismereti Híradóban és az Acta Pharmaceutica Hungaricaban jelentek meg. Gyógyszerészet-történeti munkásságát 1969-ben Ernyey József-emlékéremmel, Kadarkút helytörténetének kutatását 1999-ben posztumusz Pro Urbe díjjal ismerték el.
Répay Lajos helytörténeti kutatásainak eredményeit "Kadarkút története" című monográfiájában Kadarkúton szerette volna megjelentetni, azonban a helység hetvenes évekbeli tanácsi- és pártvezetői még elolvasásra sem méltatták. Munkája harmincnégy évig várt kiadásra, amikor a városi rang elnyerése érdekében a kadarkúti önkormányzat képviselő-testülete elhatározta kiadatását. Munkája 2005-ben jelent meg Puskás Béla szerkesztésében, aki azonban – mint a monográfia bevezetőjében írja – "izgalmas és fárasztó" munkával – Répay Lajos szellemiségéhez és emberi nagyságához méltatlanul – annak nyelvezetét megváltoztatta, tartalmát, azaz Répay Lajos kutatásainak eredményeit – a városi rang mielőbbi megszerzése érdekében – nagy mértékben meghamisította.